# Renato de Almeida (pintor)
Renato de Almeida (Juiz de Fora, 12 de Novembro de 1921 - Juiz de Fora, 31 de Março de 1980) foi um pintor brasileiro.

## Biografia
Foi distinguido no Salão Nacional de Belas Artes do ano de 1949 com Menção Honrosa. Em 1950 adquiriu o 3º Prêmio no Salão Municipal de Belas Artes Antônio Parreiras e em 1953 recebeu, por este mesmo concurso, o 1º Prêmio. Estes dois quadros são partes integrantes do acervo do Museu Mariano Procópio, em Juiz de Fora.
No ano de 1956 foi-lhe conferida, pelo LXI Salão Nacional de Belas Artes,  a Medalha de Prata pelos quadros "Pelada", "Retrato do pintor Gil" e "Paisagem", estas três obras fazem parte do acervo do Museu Nacional de Belas Artes do Rio de Janeiro.
Além de pintor tocava violão, afirmando que a música representava um momento de descanso em sua vida. Morreu no dia 31 de março de 1980, aos 58 anos, em consequência de um atropelamento em Juiz de Fora, onde se preparava para abrir sua exposição de pintura. Foi homenageado, após sua morte, pelo Centro Cultural Pró Música em Juiz de Fora, Minas Gerais, com uma sala para exposições que leva o nome de '"Galeria Renato de Almeida".

### Periódicos
- Revista Manchete nº 1107, de  14/07/1973 – Seção “Gente que é Manchete”
- Revista Manchete nº 1260, de 12/06/1976 – Texto Flávio de Aquino
- Revista Momento nº 05, Belo Horizonte/MG, 06/1975
- Diário Mercantil de Juiz de Fora/MG, de 13/11/1978 – Coluna do Décio Cataldi
- Diário Mercantil de Juiz de Fora/MG, de 17/02/1980
- Diário Mercantil de Juiz de Fora/MG, de 25/03/1980
- Diário Mercantil de Juiz de Fora/MG, de 27/03/1980
- Diário Mercantil de Juiz de Fora/MG, de 28/03/1980 – Coluna do Décio Cataldi
- Diário Mercantil de Juiz de Fora/MG, de 30/03/1980 – Coluna do Décio Cataldi
- Diário Mercantil de Juiz de Fora/MG, de 30/03/1980 – Texto de Cristina Brandão
- Diário Mercantil de Juiz de Fora/MG, de 01/04/1980
- Diário Mercantil de Juiz de Fora/MG, de 02/04/1980 – Coluna do Décio Cataldi
- Diário da Tarde de Juiz de Fora/MG, de 27/02/1974
- Diário da Tarde de Juiz de Fora/MG, de 03/05/1975
- Diário da Tarde de Juiz de Fora/MG, de 21/03/1980
- Diário da Tarde de Juiz de Fora/MG, de 01/04/1980
- Estado de Minas, Belo Horizonte/MG, de 20/07/1967
- Estado de Minas, Belo Horizonte/MG, de 23/07/1967
- Tribuna de Minas de Juiz de Fora/MG, 07/11/1986
- Folha de Londrina, Londrina/PR, de 06/04/1979
- A Gazeta, São Paulo/SP, de 07/10/1966
- Diário da Noite, São Paulo/SP, de 0810/1966
- Diário da Noite, São Paulo/SP, de 10/10/1966
- Jornal O Globo, de 02/05/1972
- Jornal O Globo, de 11/07/1973
- Jornal O Globo, de 01/05/1975 – Coluna Carlos Swann
- Jornal O Globo, de 07/07/1978
- Jornal do Brasil, de 12/07/1978
- Jornal do Brasil, de 01/04/1980
- Jornal Diário da Região, São José do Rio Preto/SP, de 27/06/1976